# Euaugaptilus pseudaffinis
Euaugaptilus pseudaffinis är en kräftdjursart som beskrevs av Brodsky 1950. Euaugaptilus pseudaffinis ingår i släktet Euaugaptilus och familjen Augaptilidae. Inga underarter finns listade i Catalogue of Life.